# Nordea Open 2021
Nordea Open 2021 byl společný tenisový turnaj mužského okruhu ATP Tour a ženského okruhu WTA 125K, hraný na otevřených antukových dvorcích s centrálním kurtem Båstad Tennis Stadium pro pět tisíc diváků. Konal se mezi 5. až 18. červencem 2021 ve švédském Båstadu jako 73. ročník mužského a 11. ročník ženského turnaje. V roce 2020 se nekonal pro přerušení sezóny kvůli pandemii covidu-19. Událost poprvé nesla název severské bankovní skupiny Nordea se sídlem v Helsinkách, která se v říjnu 2019 stala generálním partnerem.
Mužská polovina dotovaná 481 270 eury se řadila do kategorie ATP Tour 250. Ženská část disponovala rozpočtem 115 000 dolarů a byla součástí série WTA 125K.
Nejvýše nasazenými hráči v singlových soutěžích se stali čtrnáctý hráč žebříčku Casper Ruud z Norska a švédská světová šedesátka Rebecca Petersonová. Jako poslední přímí účastníci do dvouher nastoupili 108. tenista pořadí, Portugalec Pedro Sousa, a 344. žena klasifikace Zuzana Zlochová ze Slovenska.
Třetí singlový titul na okruhu ATP Tour vybojoval nasazený Nor Casper Ruud. Premiérovou kariérní trofej ze série WTA 125 si odvezla 29letá Španělka Nuria Párrizasová Díazová. Mužskou čtyřhru ovládli Nizozemci Sander Arends a David Pel, kteří na túře ATP získali první kariérní tituly. Ženský debl vyhrála švédsko-švýcardská dvojice Mirjam Björklundová a Leonie Küngová, pro něž to byly debutové triumfy na okruhu WTA 125.

## Rozdělení bodů a finančních odměn

### Rozdělení bodů
| Soutěž       | vítězové | finalisté | semifinalisté | čtvrtfinalisté | 16 v kole | 32 v kole | Q  | Q2 | Q1 |
| ------------ | -------- | --------- | ------------- | -------------- | --------- | --------- | -- | -- | -- |
| dvouhra mužů | 250      | 150       | 90            | 45             | 20        | 0         | 12 | 6  | 0  |
| čtyřhra mužů | 250      | 150       | 90            | 45             | 0         | —         | —  | —  | —  |
| dvouhra žen  | 160      | 95        | 57            | 29             | 15        | 1         | —  | —  | —  |
| čtyřhra žen  | 160      | 95        | 57            | 29             | 1         | —         | —  | —  | —  |

### Finanční odměny
| Soutěž                                | vítězové | finalisté | semifinalisté | čtvrtfinalisté | 16 v kole | 32 v kole | Q2      | Q1      |
| ------------------------------------- | -------- | --------- | ------------- | -------------- | --------- | --------- | ------- | ------- |
| dvouhra mužů                          | 41 145 € | 29 500 €  | 21 000 €      | 14 000 €       | 9 000 €   | 5 415 €   | 2 645 € | 1 375 € |
| dvouhra žen                           | 15 000 $ | 8 500 $   | 6 000 $       | 4 000 $        | 2 400 $   | 1 300 $   | —       | —       |
| čtyřhra mužů                          | 15 360 € | 11 000 €  | 7 250 €       | 4 710 €        | 2 760 €   | —         | —       | —       |
| čtyřhra žen                           | 5 000 $  | 2 500 $   | 1 500 $       | 1 250 $        | 1 000 $   | —         | —       | —       |
| částka ve čtyřhrách je uvedena na pár |          |           |               |                |           |           |         |         |

## Dvouhra mužů

### Nasazení
| Stát                           | Hráč            | ATP | Nasazení |
| ------------------------------ | --------------- | --- | -------- |
| Norsko                         | Casper Ruud     | 14. | 1.       |
| Chile                          | Cristián Garin  | 20. | 2.       |
| Itálie                         | Fabio Fognini   | 31. | 3.       |
| Austrálie                      | John Millman    | 43. | 4.       |
| Francie                        | Richard Gasquet | 56. | 5.       |
| Itálie                         | Lorenzo Musetti | 63. | 6.       |
| Česko                          | Jiří Veselý     | 72. | 7.       |
| Finsko                         | Emil Ruusuvuori | 76. | 8.       |
| Žebříček ATP k 28. červnu 2021 |                 |     |          |

### Jiné formy účasti
Následující hráčí obdrželi divokou kartu do hlavní soutěže:
- Holger Rune
- Elias Ymer
- Mikael Ymer

Následující hráči postoupili z kvalifikace:
- Francisco Cerúndolo
- Henri Laaksonen
- Dennis Novak
- Arthur Rinderknech

### Odhlášení
před zahájením turnaje
- Carlos Alcaraz → nahradil jej  Taró Daniel
- Alejandro Davidovich Fokina → nahradil jej  Roberto Carballés Baena
- Ilja Ivaška → nahradil jej  Facundo Bagnis
- Denis Shapovalov → nahradil jej  Pedro Sousa
- Stefano Travaglia → nahradil jej  Salvatore Caruso
- Jo-Wilfried Tsonga → nahradil jej  Yannick Hanfmann

v průběhu turnaje
- Henri Laaksonen

## Mužská čtyřhra

### Nasazení
| Stát                                                                                    | Hráč            | Stát      | Hráč               | ATP  | Nasazení |
| --------------------------------------------------------------------------------------- | --------------- | --------- | ------------------ | ---- | -------- |
| Argentina                                                                               | Andrés Molteni  | Itálie    | Andrea Vavassori   | 143. | 1.       |
| Švédsko                                                                                 | André Göransson | Dánsko    | Frederik Nielsen   | 162. | 2.       |
| Uruguay                                                                                 | Pablo Cuevas    | Francie   | Fabrice Martin     | 168. | 3.       |
| USA                                                                                     | Nicholas Monroe | Bělorusko | Andrej Vasilevskij | 168. | 4.       |
| Žebříček ATP k 28. červnu 2021; číslo je součtem žebříčkového postavení obou členů páru |                 |           |                    |      |          |

### Jiné formy účasti
Následující páry obdržely divokou kartu do hlavní soutěže:
- Filip Bergevi /  Markus Eriksson
- Carl Söderlund /  Elias Ymer

### Odhlášení
před zahájením turnaje
- Marco Cecchinato /  Stefano Travaglia → nahradili je  Roberto Carballés Baena /  Marco Cecchinato
- Rohan Bopanna /  Divij Šaran → nahradili je  Džívan Nedunčežijan /  Purav Radža
- Radu Albot /  Ilja Ivaška → nahradili je  Radu Albot /  Denys Molčanov
- Carlos Alcaraz /  Marc López → nahradili je  Andre Begemann /  Albano Olivetti

v průběhu turnaje
- Roberto Carballés Baena /  Marco Cecchinato

## Ženská dvouhra

### Nasazení
| Stát                           | Hráčka                    | WTA  | Nasazení |
| ------------------------------ | ------------------------- | ---- | -------- |
| Švédsko                        | Rebecca Petersonová       | 60.  | 1.       |
| Rusko                          | Anna Kalinská             | 109. | 2.       |
| Egypt                          | Majar Šarífová            | 119. | 3.       |
| USA                            | Claire Liuová             | 120. | 4.       |
| Slovensko                      | Anna Karolína Schmiedlová | 122. | 5.       |
| Rusko                          | Kamilla Rachimovová       | 134. | 6.       |
| Bělorusko                      | Olga Govorcovová          | 136. | 7.       |
| Austrálie                      | Maddison Inglisová        | 140. | 8.       |
| Žebříček WTA k 28. červnu 2021 |                           |      |          |

### Jiné formy účasti
Následující hráčky obdržely divokou kartu do hlavní soutěže:
- Vanessa Ersözová
- Caijsa Hennemannová
- Fanny Östlundová
- Lisa Zaarová

Následující hráčky nastoupily pod žebříčkovou ochranou:
- Darja Lopatecká
- Karman Thandiová

### Odhlášení
před zahájením turnaje
- Hailey Baptisteová → nahradila ji  Katie Volynetsová
- Cristina Bucșová → nahradila ji  Darja Lopatecká
- Asia Muhammadová → nahradila ji  Anna Bondárová
- Storm Sandersová → nahradila ji  Francesca Jonesová
- Clara Tausonová → nahradila ji  Karman Thandiová

## Ženská čtyřhra

### Nasazení
| Stát                                                                                    | Hráčka              | Stát        | Hráčka                | WTA  | Nasazení |
| --------------------------------------------------------------------------------------- | ------------------- | ----------- | --------------------- | ---- | -------- |
| Španělsko                                                                               | Lara Arruabarrenová | Španělsko   | Aliona Bolsovová      | 194. | 1.       |
| Švédsko                                                                                 | Cornelia Listerová  | Nový Zéland | Erin Routliffeová     | 248. | 2.       |
| Slovensko                                                                               | Tereza Mihalíková   | Rusko       | Kamilla Rachimovová   | 306. | 3.       |
| Maďarsko                                                                                | Anna Bondárová      | Rumunsko    | Jaqueline Cristianová | 369. | 4.       |
| Žebříček WTA k 28. červnu 2021; číslo je součtem žebříčkového postavení obou členů páru |                     |             |                       |      |          |

## Přehled finále

### Mužská dvouhra
- Casper Ruud vs.  Federico Coria, 6–3, 6–3

### Ženská dvouhra
- Nuria Párrizasová Díazová vs.  Olga Govorcovová, 6–2, 6–2

### Mužská čtyřhra
- Sander Arends /  David Pel vs.  Andre Begemann /  Albano Olivetti, 6–4, 6–2

### Ženská čtyřhra
- Mirjam Björklundová /  Leonie Küngová vs.  Tereza Mihalíková /  Kamilla Rachimovová, 5–7, 6–3, [10–5]